# Österrikes försvarsmakt

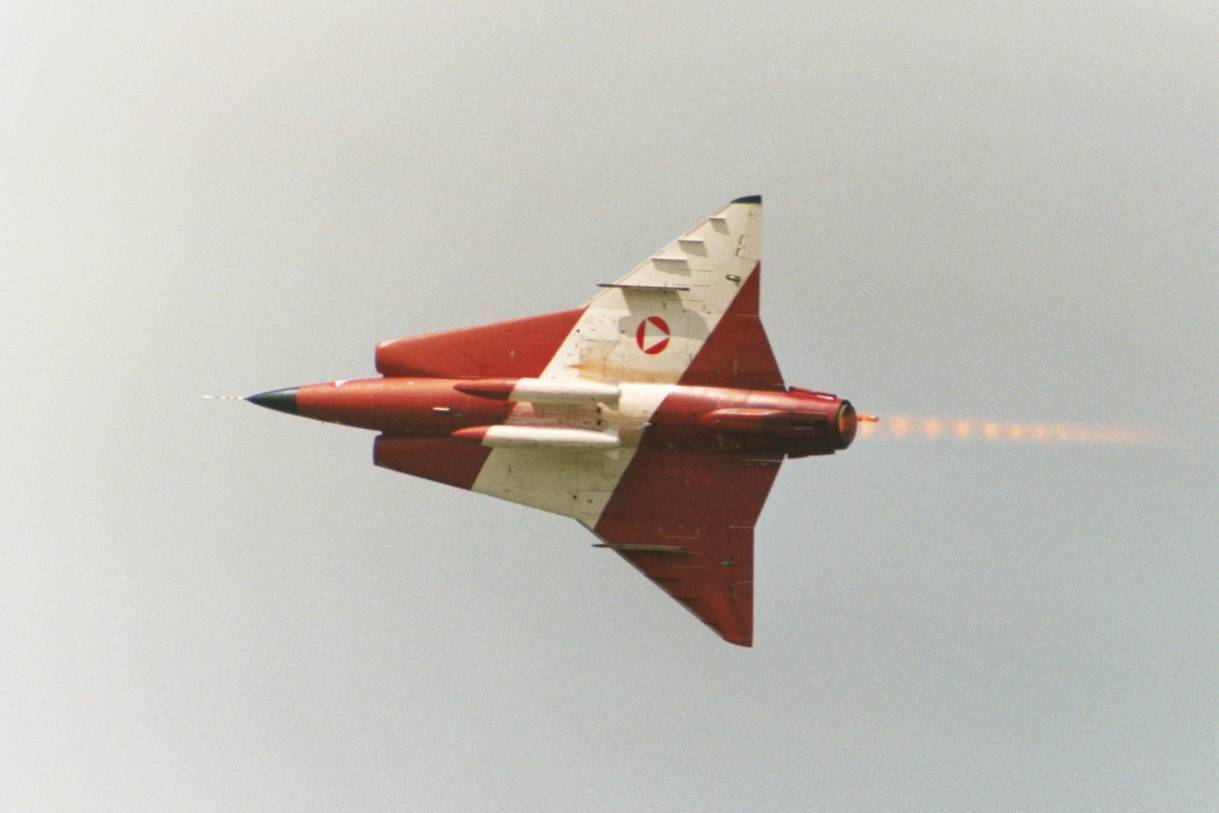
Saab 35 Draken i Bundeheers tjänst, 2003.

Österreichs Bundesheer är Österrikes försvarsmakt.
Bundesheer återskapades i samband med Österrikes självständighet 1955. Bundesheer är uppdelat i mark- och luftstridskrafter. Det österrikiska flygvapnet flög under lång tid svenska stridsplan, bland annat Saab 35 Draken. År 2005 flögs de sista Draken-planen som var i tjänst innan de pensionerades. 

## Uppdrag
- Ansvar för det militära försvaret av Österrike.
- Skydd av statens konstitutionella institutioner och invånarnas demokratiska friheter.
- Medverkan vid upprätthållande av inre ordning och säkerhet.
- Bistånd vid större naturkatastrofer och olyckor.
- Deltagande i internationella fredsbevarande och humanitära operationer.

## Organisation

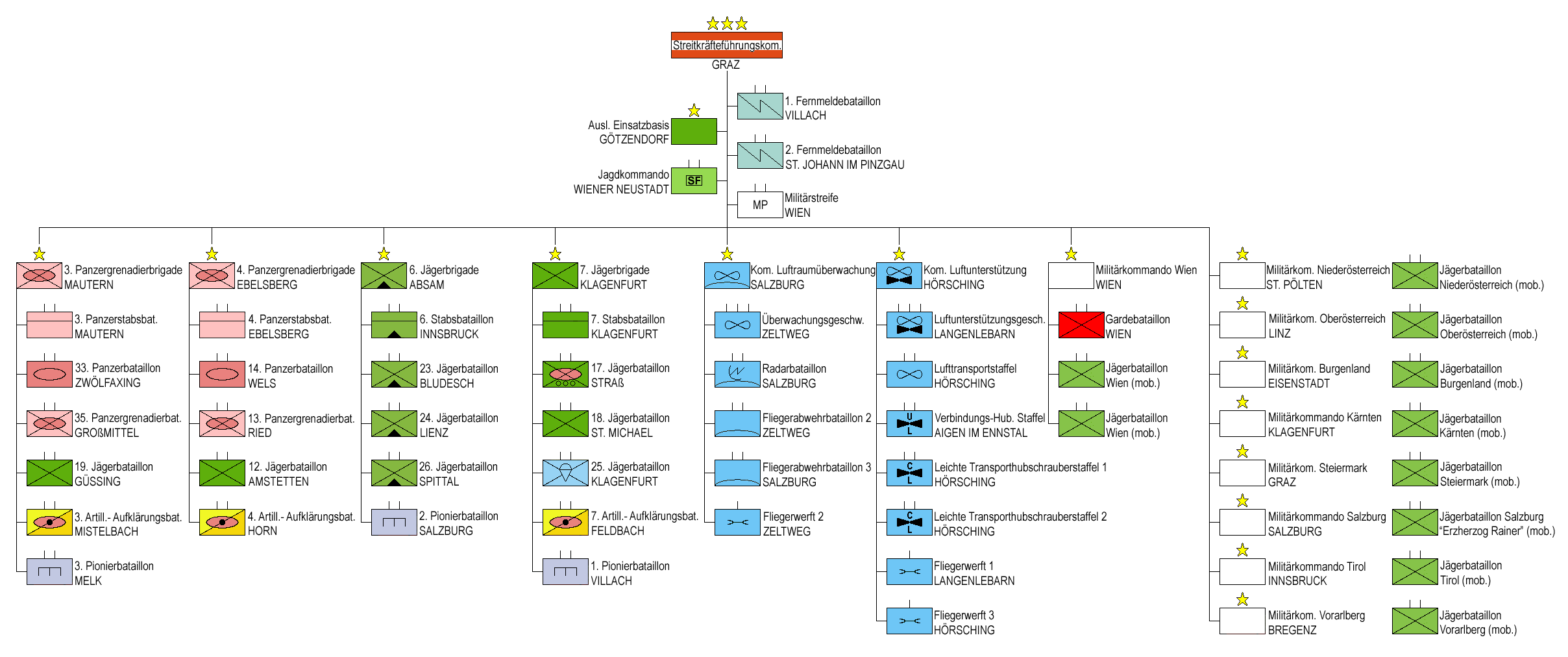
Bundesheers organisation 2007.

### Ledning
Högste befälhavare för Bundesheer är formellt förbundspresidenten. Det direkta chefskapet över Bundesheer utövas av försvarsministern, som ingår i förbundsregeringen, genom order och anvisningar till de militära cheferna och till de myndighetschefer som är underställda försvarsministeriet. Generalstaben ingår som en avdelning i försvarsministeriet och generalstabschefen är som fyrstjärnig general den militäre chef som har högst rang.
Under försvarsministeriet utövas den direkta ledningen över Bundesheer av stridskrafternas ledningskommando (Streitkräfteführungskommando), vars chef är en generallöjtnant, och stridskrafternas understödskommando (Kommando Einsatzunterstützung), vars chef är en generalmajor.

### Förband, skolor och myndigheter

#### Stridskrafternas ledningskommando
Under stridskrafternas ledningskommando i Graz lyder följande förband:

##### Markstridskrafter

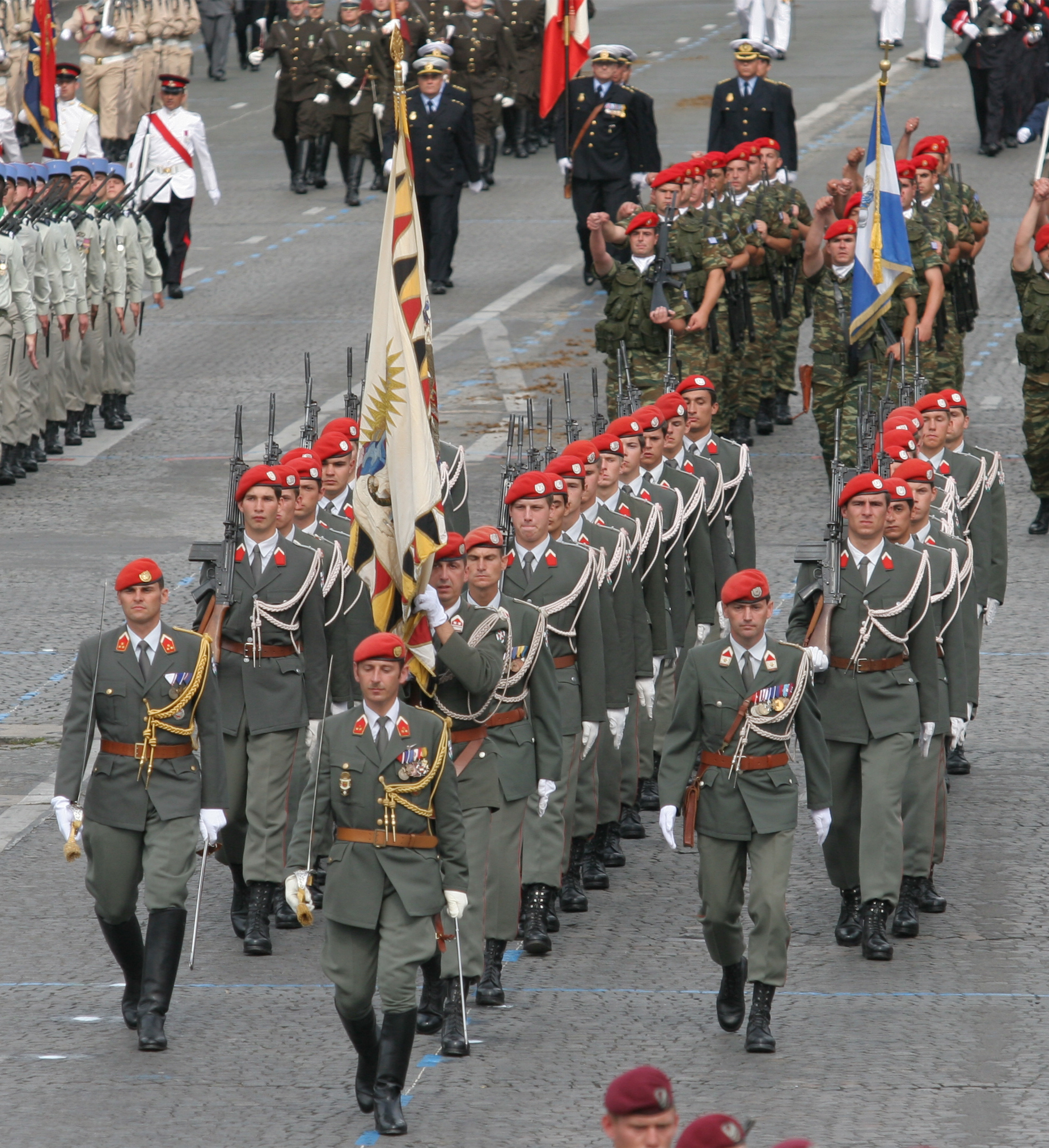
Gardesbataljonen.

- 3. pansargrenadjärbrigaden i Mautern (mekaniserad brigad).
- 4. pansargrenadjärbrigaden i Linz (mekaniserad brigad).
- 6. jägarbridgaden i Absam (infanteribrigad).
- 7. jägarbrigaden i Klagenfurt (infanteribrigad).
- 1. signalbataljonen i Villach (sambandsbataljon)
- 2. signalbataljonen i Sankt Johann im Pongau (sambandsbataljon).
- Jaktkommando (jägarcentrum) i Wiener Neustadt.
- Militärpoliskommando (militärpoliscentrum) i Wien och Graz.
- Utlandsinsatscentrum i Götzendorf.

- Nio militärkommandon (ett för varje förbundsland).
  - Gardesbataljonen är underställd Wiens militärkommando.
  - Tio jägarbataljoner (infanteribataljoner, mobiliseringsförband).
  - Nio pionjärkompanier (ingenjörsförband, mobiliseringsförband).

##### Luftstridskrafter
- Luftrumsövervakningskommandot i Salzburg(Kommando Luftraumüberwachung)
  - Radarbataljonen i Salzburg.
  - Flygflottiljen för luftrumsövervakning i Zeltweg (jaktflottilj).
  - 2. luftvärnsbataljonen i Zeltweg.
  - 3. luftvärnsbataljonen i Salzburg.
  - Radar- och flygteknisk basorganisation.

- Flygunderstödskommandot (Kommando Luftunterstützung)
  - En flygflottilj för flygunderstöd i Langenlebarn (taktisk flottilj för armésamverkan).
  - Flygteknisk basorganisation.

##### Sjöstridskrafter

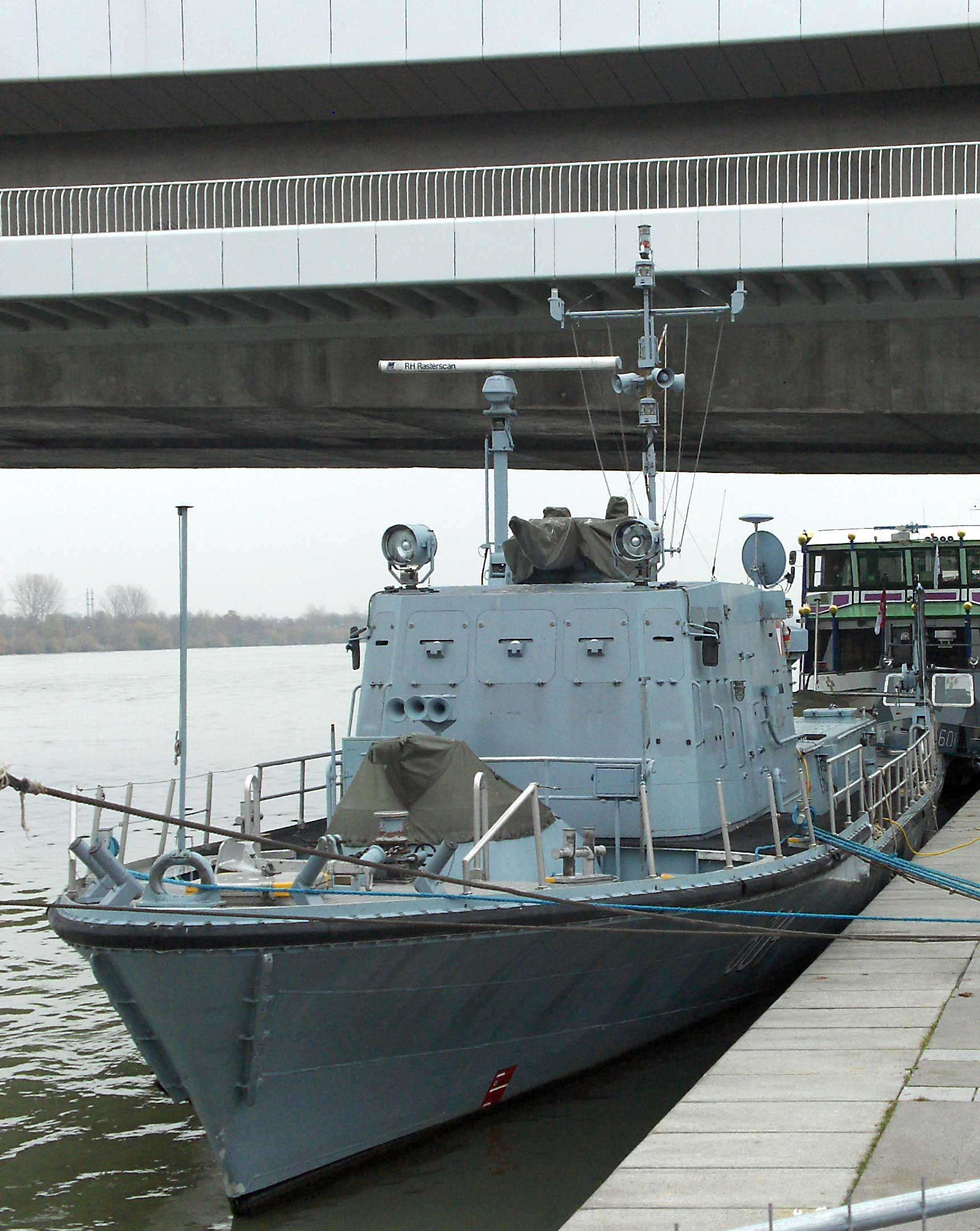
Patrullbåten Niederösterreich.

- 2 patrullbåtar

#### Stridskrafternas understödskommando
Under stridskrafternas understödskommando i Wien lyder följande förband och myndigheter:
- Militärmedicinskt centrum i Wien.
- Sjukvårdsgrupper i Graz och Innsbruck.
- Underhållsgrupper i Wien, Wels, Graz, Gratkorn, Klagenfurt, Salzburg och Sankt Johann im Pongau.
- Ammunitionsinrättningar i Grossmittel, Stadl-Paura, Hieflau och Buchberg.
- Uniformsinrättningen i Brunn.
- Armésportcentrum i Wien.
- Underhållsregementet i Gratkorn.
- Underhållsbataljoner (mobiliseringsförband).

#### Försvarsministeriet
Direkt under försvarsministeriet lyder följande myndigheter (samtliga i Wien):
- Arméns personalförvaltning
- Den militära säkerhetstjänsten
- Den militära underrättelsetjänsten
- Materielförvaltningen (Feldzeuganstalt)
- IT-förvaltningen (ITK-Amt)

Direkt under försvarsministeriet lyder följande skolor:
- Landesverteidigungsakademie (försvarshögskolan i Wien).
- Theresianischen Militärakademie (militärhögskolan i Wiener Neustadt.
- Arméns underofficersskola i Enns.
- Understödsskolan i Wien.
- Arméns underhållsskola i Wien.
- Flyg- och luftvärnsskolan i Langenlebarn.
- Arméns stridsskola i Eisenstadt, Bruck an der Leitha och Zwölfaxing.
- Fjällstridscentrum i Saalfelden.
- Skyddsskolan i Korneuburg.

## Personal

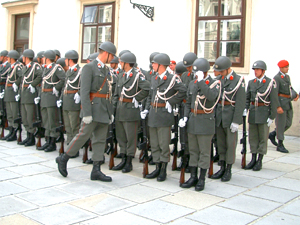
Österrikes hedersvakt.

Bundesheers militära personal är antingen soldater, värnpliktiga i milisen eller värnpliktiga i reserven.
Österrike har allmän värnplikt för män. I praktiken inkallas ungefär 75 % av de värnpliktiga till grundutbildning. Grundutbildningens längd är 6 månader. Repetitionsutbildningens längd är 2 månader. Bundesheer har i fredstid en personalstyrka om ca 40 000 personer, varav 17 000 värnpliktiga (år 2005).

### Personalstruktur

#### Aktiva
Militär personal i aktiv tjänst (Präsenzdienst) är soldater, dit hör:
- Berufsmilitärpersonen, det vill säga tillsvidareanställda yrkesofficerare och yrkesunderofficerare.
- Militärpersonen auf Zeit, det vill säga kontraktsanställda yrkesofficerare, yrkesunderofficerare och yrkessoldater.
- Värnpliktiga officerare, underofficerare och soldater inkallade till grundutbildning, repetitionsutbildning eller för tjänstgöring i mobiliseringsorganisationen.

#### Krigsplacerade
Krigsplacerade värnpliktiga (Milizstand) är värnpliktiga i milisen, dit hör:
- Värnpliktiga officerare, underofficerare och manskap, som är krigsplacerade i mobiliseringsorganisationen men inte är i aktiv tjänst.

#### Personalreserv
Värnpliktiga i personalreserven (Reservestand) är värnpliktiga i reserven, dit hör de värnpliktiga officerare, underofficerare och manskap, som inte är krigsplacerade i mobiliseringsorganisationen och inte är i aktiv tjänst.

### Militära grader
- Se: Militära grader i Österrike